# Némedi Mari
Némedi Mari (Vaskút, 1951. augusztus 4. – Kerepes, 2016. február 11.) magyar színésznő, énekesnő és szinkronszínész.

## Életpályája
1970–1973 között a 25. Színház tagja volt. 1973–1975 között a József Attila Színház színművészeként volt látható. 1975–1979 között az Állami Déryné Színház társulatához tartozott. 1979–1983 között a Népszínház színésze volt. 1983–1993 között a Nemzeti Színházban szerepelt. 1993-tól szabadfoglalkozású színésznő volt,szerepelt a székesfehérvári Vörösmarty Színházban, a Meseszínpadon, a Hököm Színpadon, a Fővárosi Pódium Színpadon és a Napsugár Gyermekszínpadon. Saját társulata a Meseszínpad, amelynek szervezője és rendezője is volt. 
2010-ben Magyar Toleranciadíjra jelölték. 2011-ben felkérték, hogy nyissa meg a Budapest Pride film- és kulturális fesztivált. 2015-ben Emberi Hang díjat kapott. 
Játszott a Várszínházban, a Fővárosi Operettszínházban és a Margitszigeti Szabadtéri Színpadon.
A színészet mellett énekléssel is foglalkozott. Barátjával, Radics Márkkal közösen járták az országot, valamint énekelt Márk megjelent nagylemezén is. Olyan két nagysikerű könnyűzenei műsornak a meghívott vendégei voltak, mint a Házibuli Attilával (ennek Tilinger Attila volt a névadója és producere) és a Fásy Ádám nevéhez köthető Zeneexpressz.

## Színházi szerepeiből
- Jókai Mór: Fekete gyémántok... Evila
- Benedek Elek: Többsincs királyfi... Szélike ördögkirálylány
- Benedek András: Firlefánc, a varázsló... Zsuzsi
- Lakatos Menyhért: Akik élni akarnak... Párnisné
- Bertolt Brecht: A kaukázusi krétakör... bolond asszony
- Arthur Miller: Játék az időért... Csajkovszka
- T. S. Eliot: Koktél hatkor... titkárnő
- Christopher Marlowe: Doktor Faustus... Bujaság
- Marcel Achard: A bolond lány... Josefa
- Jékely Zoltán: Mátyás király juhásza... Beatrix királyné
- Móricz Zsigmond: Légy jó mindhalálig... trafikosné
- Fekete István: Vuk... Sut; nagy Iny
- Sármándi Péter–Dénes Margit: Peti meg a róka... medve

## Önálló est
- Edit Piaf (sanzonest) – a műsorért elismerő oklevelet kapott
- Műsoros estek: cigánydalok, magyarnóták, kuplék

## Filmjei

### Játékfilmek
- Elcserélt szerelem (1983)

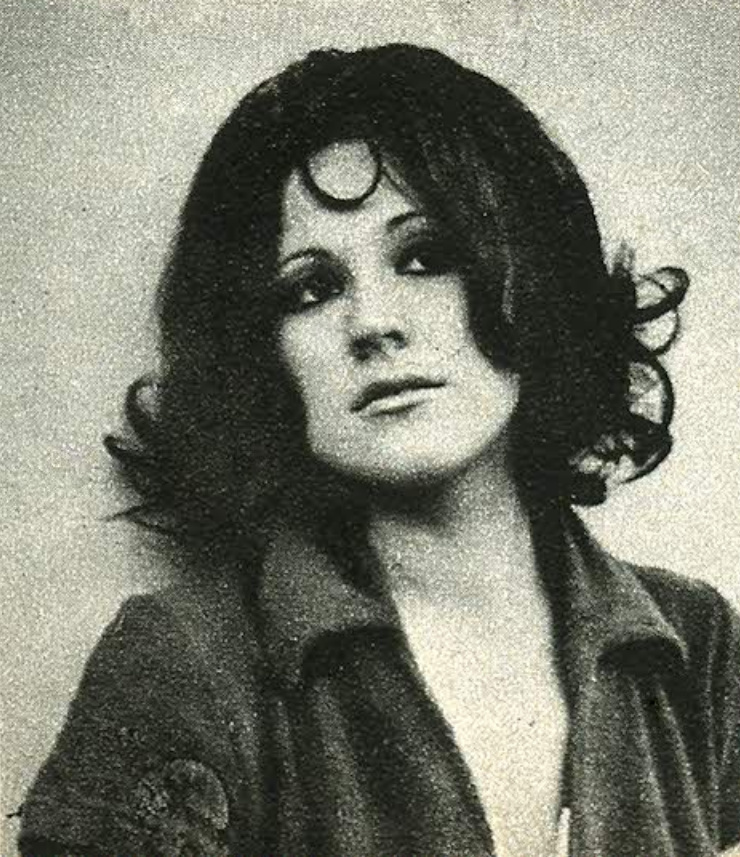
Portréja az Állami Déryné Színház Fekete gyémántok című kiadványában

- Egy kicsit én, egy kicsit te (1985)
- Roncsfilm (1992)
- Nyócker! (2004) - Jolán
- Holnap történt – A nagy bulvárfilm (2009) narrátor

### Tévéfilmek
- Három szabólegények (1982)
- Buborékok (1983)
- Auf Achse (német, 1986)
- Micike és az angyalok (1987)
- Linda (1989)
- Kis Romulusz (1994)
- Szomszédok (1994) - Marika
- Egy rém rendes család Budapesten (2006)
- Édes Otthon (2012) - Margó

## Szinkronszerepek

### Sorozat szinkronszerepek
- A bosszú álarca: Agustina Moncada - Flor Núñez
- A család apraja nagyja: Consuelo Moreno - Gemma Cuervo
- A fiúk a klubból: Deborah 'Debbie' Jane Grassi Novotny - Sharon Gless
- A körzet: Ella Farmer - Lynne Thigpen
- Bundás: Blair Dillon - Lee Grant
- Charlie - majom a családban: Charlotte Roesner-Lombardi - Regina Lemnitz
- Csajok, szilikon, ez lesz a Paradicsom!: Dona Mariela - Astrid Junguito
- Elisa di Rivombrosa: Amelia - Marzia Ubaldi
- Esmeralda: Crisanta - Dina de Marco
- Friday Night Lights - Tiszta szívvel foci: Mayor Lucy Rodell - Libby Villari
- Két pasi – meg egy kicsi: Berta - Conchata Ferrell
- Ki vagy, doki? (Az idő végzete): Sarah a büfésnő - Lacey Bond
- Kórház a pálmák alatt: Ella - Eva Freese
- Lety, a csúnya lány: Irma Ramírez - Luz María Aguilar
- Reménysziget: Ruby Vasquez - Gina Stockdale
- Shark - Törvényszéki ragadozó: Margaret Pool - Romy Rosemont
- Szívtipró gimi: Irini Poulos - Elly Varrenti
- Titokzatos Násztya: Varvara - Nina Usatova
- Vad angyal: Sister Catalina - Verónica Walfish
- Vadmacska: Caridad Montes - Norma Zúñiga
- Váratlan utazás: Elvira Lawson - Elva Mai Hoover
- Agymenők: Mrs. "Debbie" Wolowitz - Carol Ann Susi

### Film szinkronszerepek
- Aludj csak, én álmodom: Wanda - Ruth Rudnick
- Apáca-show: Mary Patrick nővér - Kathy Najimy
- A sziget: konyhai kiszolgáló - Mary Pat Gleason
- A testőr: nemzetbiztonsági tanácsadó - Blair Brown
- Álmomban már láttalak: Clarice - Sharon Wilkins
- Átkozott boszorkák: Linda Bennett - Margo Martindale
- Bridget Jones naplója: Penny Bosworth - Honor Blackman
- Carter edző: Mrs. Battle - Octavia Spencer
- Csillagpor: Bernard édesanyja
- Csodálatos dolog: Rose Russell - Jeillo Edwards
- Egértanya: a polgármester felesége - Melanie MacQueen
- Fekete könyv: börtönőr nő - Wimie Wilhelm
- Hanta boy: Ms. Berry - Marianne Muellerleile
- Jane Eyre: Lady Ingram - Miranda Forbes
- Kegyetlen játékok: Helen Rosemond - Louise Fletcher
- Nagy durranás: nővér - Judith Kahan
- Nagy durranás: Francine, a titkárnő - Marie Thomas
- Sabrina: Ingrid Tyson - Angie Dickinson
- A szél dühe: Soledad, a fogadósnő -  Maria Grazia Buccella
- Született gyilkosok: Mallory anyja - Edie McClurg
- Tegnap és ma: Dr. Roberta Martin - Rosie O'Donnell
- Túszharc: Ivy - Margo Martindale (új szinkron)
- Tűzoltó kutya: Mrs. Renzi - Kathryn Haggis
- Ütközések: Maria - Yomi Perry
- Velem vagy nélküled: Joanie Kirby - Lucy Webb
- Veszélyes kölykök: Tyeisha Roberts - Camille Winbush
- 50 első randi: Sue

### Rajzfilm szinkronszerepek
- Anasztázia: Phlegmenkoff - Andrea Martin
- Family Guy: Loretta Brown - Alex Borstein
- Hupikék törpikék: Bibircsóka - Janet Waldo
- Nils Holgersson csodálatos utazása a vadludakkal: Gereben, a gólya - Monika John  (2. hang)
- Pindur pandúrok: Nyuszi
- Saolin leszámolás: Wuya - Susan Silo
- South Park: Vackor néni (Ms. Veronica Lee Crabtree) - Mary Kay Bergman
- SpongyaBob Kockanadrág: Puff asszony - Mary Jo Catlett (1–9. évad)
- Tini titánok: Mae-Eye mama - Billie Hayes
- Krétazóna: Millie